# Зигфилдова девојка (филм)
Зигфилдова девојка (енгл. Ziegfeld Girl) је филмски мјузикл којег је режирао Роберт З. Ленард. Главне улоге играју: Џејмс Стјуарт, Џуди Гарланд, Хеди Ламар и Лана Тернер.

## Улоге
| Глумац        | Улога         |
| ------------- | ------------- |
| Џејмс Стјуарт | Гилберт Јанг  |
| Џуди Гарланд  | Сузан Галагер |
| Хеди Ламар    | Сандра Колтер |
| Лана Тарнер   | Шила Реган    |
| Тони Мартин   | Франк Мертон  |
| Џеки Купер    | Џери Реган    |